# 古魏城遗址
古魏城遗址，位于山西省运城市芮城县城关镇北2.5公里，是中华人民共和国全国重点文物保护单位之一。
此地為西周初年分封的姬姓伯国，築城於此，至漢末廢棄。
1996年1月12日，公布为山西省文物保护单位，编号3-19。2013年5月公布为全国重点文物保护单位，是一座古遗址。